# Национални стадион у Букурешту
Национални стадион (рум. Stadionul Național) је фудбалски стадион у Букурешту, Румунија, а налази се у оквиру Спортског комплекса Лиа Манолиу. Стадион је домаћи терен фудбалске репрезентације Румуније, а такође на њему се играју финала Купа и Суперкупа Румуније. На овом стадиону је 9. маја 2012. одиграно финале УЕФА лиге Европе и то је било прво финале неког европског фудбалског такмичења чији ће домаћин бити Румунија.
Национални стадион је званично отворен 6. септембра 2011. утакмицом квалификација за Европско првенство у фудбалу 2012. између Румуније и Француске (0:0).
Стадион је изграђен на месту бившег Националног стадиона, који је изграђен 1953. и срушен 2007. Национални стадион је стадион УЕФА четврте категорије (елитна).

## Изградња
У октобру 2005. одлучено је да се реновира стари Национални стадион. Почетна средства су била недовољна, што је навело власти да започне серију поправки уместо реконструкције. Касније, новчана средства су постала доступна и радови су почели крајем 2007. Стари стадион је срушен између 17. децембра 2007. и 18. фебруара 2008, иако је симболично уклањање неколико столица обављено 21. новембра 2007, одмах након утакмице Румуније и Албаније (2:1) у оквиру квалификација за Европско првенство 2008.
Фаза изградње је створила неке контроверзе око трошкова и кашњења, па је у мају 2009. градоначелник Букурешта тврдио да радови касне 20 недеља иза плана. 8. октобра 2009. је одлучено да стадион такође треба да укључује и покретни кров вредан 20 милиона евра. Изградња је привремено обустављена у децембру 2009, због неповољних временских услова. 14. јануара 2010. било је завршено 60% радова, а стадион је и поред прекида завршен по плану.

## Карактеристике
Стадион може да прими 55.600 гледалаца, али са потенцијалом ширења на 63.000. Доступно је 3.600 VIP седишта, а 126 места је додељено за медије (са могућим проширењем на 548 места). Има покретни кров, који може бити отворен/затворен у 15 минута, систем за грејање терена, као и 2100 паркинг места.

## Употреба
29. јануара 2009. у Ниону је одлучено да Национални стадион буде домаћин финала УЕФА лига Европе за сезону 2011/12. Оцелул Галац ће играти своје утакмице Лиге шампиона у сезони 2011/12. на Националном стадиону, јер стадион у Галацу не испуњава услове.
Првобитно је планирано да званично отварање буде 10. августа 2011, пријатељском утакмицом фудбалских репрезентација Румуније и Аргентине. Међутим 26. јула Аргентина је отказала меч након што је њихов селектор отпуштен, па је стадион званично отворен 6. септембра 2011. утакмицом квалификација за Европско првенство у фудбалу 2012. између Румуније и Француске, која је завршена резултатом 0:0.
Национални стадион је био домаћин финала УЕФА лиге Европе за сезону 2011/12., а у финалу одиграном 9. маја 2012. пред 52.347 гледалаца Атлетико Мадрид је савладао Атлетик Билбао са 3:0.